# Dyjda
Dyjda, česky také Beregdeda nebo také Dědovo či Déda, ukrajinsky Дийда, maďarsky Beregdéda, je vesnice na Ukrajině, v Zakarpatské oblasti, v okrese Berehovo, ve vesnické komunitě Velká Behaň. V roce 2024 zde žilo 2013 obyvatel.

## Místní části
- Mezevhomok nebo také jen Homok (ukrajinsky Мезевгомок)
- Berehdyjda (ukrajinsky Берегдийда )
- Kirva (ukrajinsky Кірва)

## Historie
První osada byla založena u nynější vesnice Dyjda před více než 5 tisíci lety, na počátku eneolitu. Do uzavření Trianonské smlouvy byla obec součástí Uherska, poté součástí Československa. V roce 1930 zde stálo 156 domů a žilo 843 obyvatel, z toho 22 Rusínů, 72 Maďarů a 735 Židů. Od roku 1945 byla obec součástí Ukrajinské sovětské socialistické republiky, která byla součástí SSSR. Od roku 1991 je obec součástí nezávislé Ukrajiny.

## Pamětihodnosti
- Hradiště „Tovvar“, z doby od 9. století před naším letopočtem do 4. století našeho letopočtu, ukrajinská národní kulturní památka.[4]
- Reformovaný kostel ze 14. století, přestavěn v roce 1774, kulturní památka.
- Řeckokatolický chrám z roku 1846.
- Památník padlým v první světové válce.
- Památník obětem stalinismu